# The Chapman Report
The Chapman Report is een Amerikaanse filmkomedie uit 1962 onder regie van George Cukor. Het scenario is gebaseerd op de gelijknamige roman uit 1961 van de Amerikaanse auteur Irving Wallace.

## Verhaal
Dokter George Chapman en zijn assistent gaan in een buitenwijk van Los Angeles op zoek naar kandidaten voor een onderzoek naar het seksuele gedrag van vrouwen. Vier vrouwen melden zich voor dat onderzoek. Sarah heeft een affaire. Teresa is een getrouwde vrouw, die verliefd is op een sportman. Naomi is een nymfomane met een drankprobleem. Kathleen is een weduwe die gelooft dat ze frigide is.

## Rolverdeling
| Acteur              | Personage             |
| ------------------- | --------------------- |
| Efrem Zimbalist jr. | Paul Radford          |
| Jane Fonda          | Kathleen Barclay      |
| Claire Bloom        | Naomi Shields         |
| Shelley Winters     | Sarah Garnell         |
| Glynis Johns        | Teresa Harnish        |
| Ray Danton          | Fred Linden           |
| Ty Hardin           | Ed Kraski             |
| Andrew Duggan       | Dr. George C. Chapman |
| John Dehner         | Geoffrey Harnish      |
| Harold J. Stone     | Frank Garnell         |
| Corey Allen         | Wash Dillon           |
| Jennifer Howard     | Grace Waterton        |
| Cloris Leachman     | Juffrouw Selby        |
| Chad Everett        | Bob Jensen            |
| Henry Daniell       | Dr. Jonas             |